# Samuel Mendonça

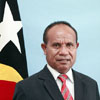
Samuel Mendonça

Samuel Mendonça ist ein Politiker aus Osttimor. Er ist stellvertretender Generalsekretär der Partido Democrático (PD). Von 2015 bis 2017 war er Staatssekretär für Staatsadministration.

## Politischer Werdegang
Bei den Wahlen zur verfassunggebenden Versammlung kandidierte Mendonça auf Listenplatz 22 der PD, die Partei erhielt aber nur sieben Sitze. Da aber mehrere Kandidaten auf ihren Sitz verzichteten, rückte Mendonça in die Versammlung nach, die mit der Entlassung Osttimors in die Unabhängigkeit am 20. Mai 2002 zum Nationalparlament Osttimors wurde. Später wurde er während der Legislaturperiode von Nominando Soares Martins ersetzt.
Bei den Parlamentswahlen in Osttimor 2007 stand Mendonça aussichtslos auf dem 25. Listenplatz der PD. Am 20. Februar vor den Wahlen wurden Mendonça und Parteichef Fernando de Araújo von einem Mob angegriffen. Mendonça erlitt dabei eine Kopfverletzung. Sein Auto wurde zerstört.
Bei den Wahlen 2012 stand Mendonça auf Listenplatz 11. Die PD gewann 2012 nur acht Sitze im Nationalparlament Osttimors, doch ohnehin hätte Mendonça auf einen Platz verzichten müssen, da er am 8. August 2012 zum Staatssekretär für lokale Entwicklung (tetum Sekretariadu Estadu Desenvolvimentu Local SEDL) vereidigt wurde. Mit der Regierungsumbildung 2015 wurde Mendonça am 16. Februar Staatssekretär für Staatsadministration.
Im März 2016 kam es zum Bruch der Koalition zwischen CNRT und PD über den Streit um den militärischen Oberbefehlshaber und dem Konflikt zwischen Regierung und Parlament einerseits und Präsident Taur Matan Ruak andererseits. Um die Stabilität der Regierung zu gewährleisten, erklärten Mendonça und die anderen Mitglieder der PD im Kabinett ihren zeitweisen Parteiaustritt. Sie behielten ihre Ämter als unabhängige Politiker. Mit Antritt der VII. Regierung 2017 schied Mendonça aus dem Kabinett aus.